# 克羅埃西亞獨立日
獨立日是克羅埃西亞的一個紀念日，每年的6月25日慶祝克羅埃西亞國會宣布克羅埃西亞從南斯拉夫社會主義聯邦共和國獨立的決定。2002年至2019年，這一天被定為10月8日的公共假日；2020年起，這一天不再被視為公共假日。

## 歷史
1991年5月，克羅埃西亞就獨立議題舉行全民公投，93%的選民支持獨立。6月25日，克羅埃西亞國會宣布克羅埃西亞獨立。七天後，克羅埃西亞和斯洛維尼亞於7月7日簽署《布里俄尼協議》，兩國在宣言中同意在三個月內暫停執行克羅埃西亞和斯洛維尼亞國會通過的所有與兩國脫離南斯拉夫有關的宣言和法案。在此期間，克羅埃西亞獨立戰爭爆發。
10月8日，克羅埃西亞國會在關於終止與南斯拉夫其他共和國和省份的國家和法律關係的決定中，決定終止與南斯拉夫社會主義聯邦共和國的關係。這次會議沒有在國會大廈舉行，而是在國民軍大樓的地下室舉行，因為有可能再次發生班斯基德沃里爆炸事件。
伊薇卡·拉坎政府於2002年將獨立紀念日改為10月8日，並將6月25日作為紀念日（工作日），命名為建國日。
2019年11月14日，克羅埃西亞國會通過了新的假期法，將獨立紀念日移回6月25日。此前的10月8日成為工作紀念日，名稱為克羅埃西亞國會日。

## 節日
獨立紀念日由伊薇卡·拉坎政府於2001年實施。2002年首次慶祝獨立紀念日。2019年11月，根據安德烈·普蘭科維奇內閣的提議，克羅埃西亞議會通過了新的假期法，將獨立日改為6月25日，即以前的建國日。這一天不再是休息日和公共假日，而是紀念日。